# Michel Danican Philidor II
Michel Danican Philidor II, dit «el jove» fou un músic francès, nascut vers 1610 i mort el 1659.
El 31 de juliol de 1651 fou nomenat cinquè cromorn i trompeta marina de la Grande Écurie du Roi. Un manuscrit de Michel de la Barre indica que l'oboè va ser renovat i millorat a mitjan segle xvii pels Philidor i els Hotteterre. Segons certs musicòlegs, foren de fet Michel Danican Philidor II, el jove, i Jacques Martin Hotteterre els qui van posar a punt i milloraren l'oboè, i després li donaren la forma que coneixerien Henry Purcell, Johann Sebastian Bach, Haendel i Rameau.
Seria tocat per primer cop durant la representació del ballet de l'Amour malade, de Jean-Baptiste Lully, el 17 de gener de 1657 al Louvre. Va ser tot un èxit: el nou instrument podia traduir tots els sentiments, tenia «la dolçor de la flauta» però «més força i varietat». El seu càrrec a la Grande Écurie va passar al seu nebot André Danican, dit «l'ainé» el 12 d'octubre de 1659.